# Georg-Simon-Ohm-Berufskolleg

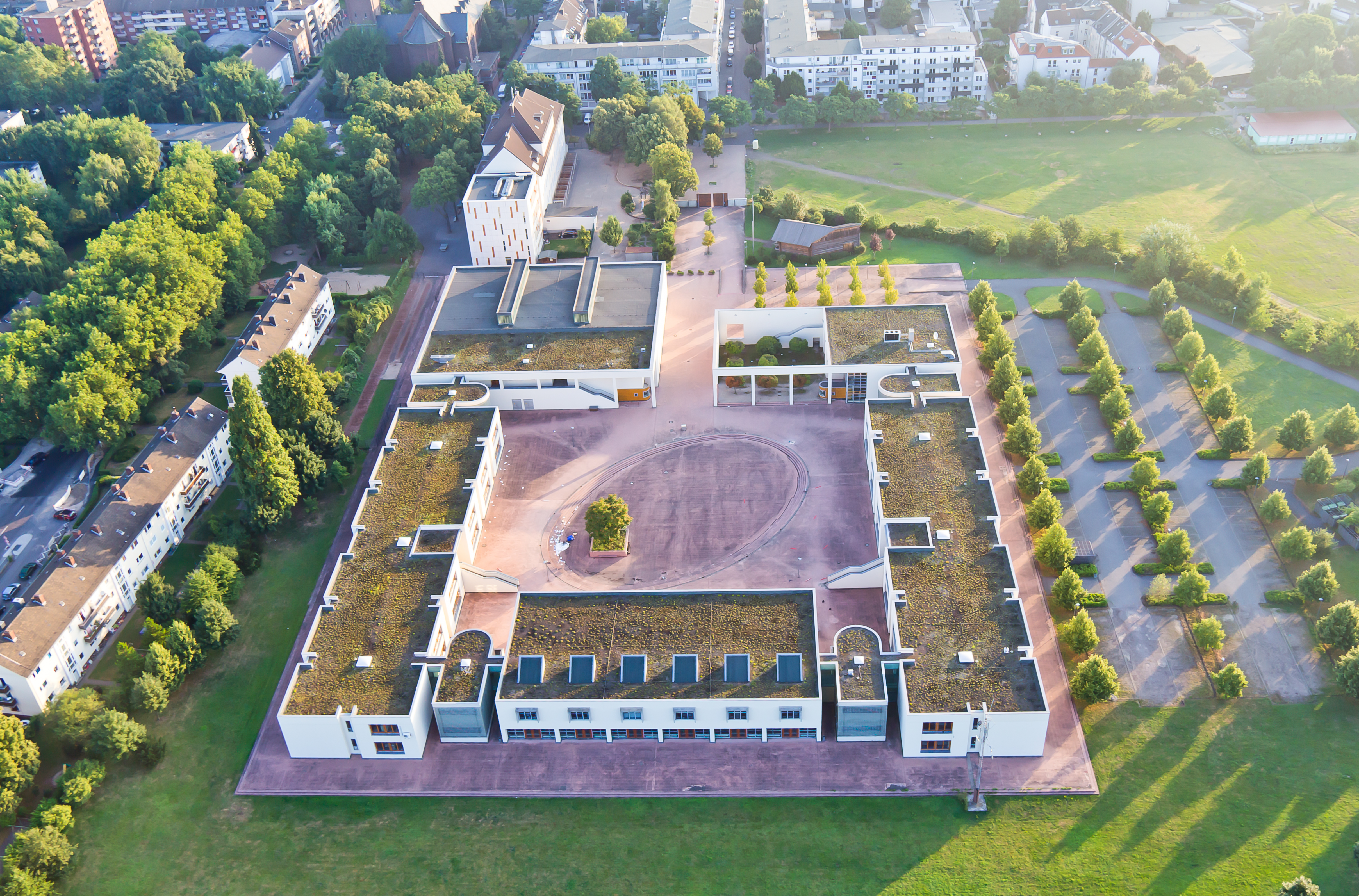
Luftaufnahme der Schule 2013

Die Georg-Simon-Ohm-Schule in Köln ist als Berufskolleg eine Schule der Sekundarstufe II. Der Namensgeber Georg Simon Ohm war ein deutscher Physiker, der das ohmsche Gesetz entwickelte.
Zur Schule gehen in den letzten Jahren konstant zwischen 2200 und 2500 Schüler, die von 80 Lehrerinnen und Lehrern unterrichtet werden.
Für die Medienstadt Köln mit den zugehörigen Betrieben im Fernseh- und Informatikbereich stellt sie einen anerkannten dualen Ausbildungspartner dar.

## Zur geschichtlichen Entwicklung

### Gewerbeschulen in Köln
In Köln gibt es heute 17 Berufskollegs, die unterschiedliche Berufsfelder abdecken. Die Geschichte der Kölner Berufs- oder „Gewerbeschulen“, wie sie sich früher nannten, geht zurück bis zum Jahre 1822.
Die erste in Köln gegründete Elementar-Zeichenschule für „Bauleute und Professionisten“ basierte auf der Privatinitiative des Malers Ägidius Mengelberg. Im November 1822 eröffnete er die Schule als Sonntagsschule mit den Unterrichtsfächern Zeichnen und Modellieren im Jesuitengebäude.
Im Jahre 1921 tauchte zum ersten Mal der Begriff Berufsschule in Köln auf.
Die Entwicklung der Stadt Köln mit vielen Eingemeindungen und die Ausweitung der Schulpflicht auf die weiblichen Lehrlinge führte bald zur Aufteilung in mehrere Berufsschulen. Die Schülerzahl der Berufsschule für Handwerkslehrlinge war 1925 auf 8853 Schüler angewachsen. Noch im selben Jahr beschloss die Stadt die Teilung. Die bei der Teilung neu entstandene Berufsschule für das Metallgewerbe war auch für alle elektrotechnischen Lehrberufe zuständig, für alle Lehrberufe des metallverarbeitenden Handwerks und für alle Lehrberufe in der Eisenindustrie.
Schulraumnot ist offensichtlich schon immer ein großes Problem der Berufsbildenden Schulen gewesen, denn die Berufsschule für das Metallgewerbe hatte nicht nur 13 Fachabteilungen, sondern auch 13 verschiedene Lernorte. In der Innenstadt wurde in vier Schulgebäuden unterrichtet: in den Schulräumen Schwalbengasse 5, Krebsgasse 28/30 und Georgstraße 9/13 sowie in den Behelfsbauten Severinswall 50, in denen die Elektroinstallateure untergebracht waren. In Kölner Vororten, wie Bayenthal, Ehrenfeld, Nippes, Dellbrück, Poll usw., wurden insgesamt neun Außenstellen genutzt. Die durchschnittlich erteilten Unterrichtsstunden pro Woche betrugen im Innenstadtbereich acht und in den Vororten sechs Stunden.
Nach der Währungsreform nahm die Zahl der Lehrlinge im Elektrobereich wie überhaupt im gesamten Metallbereich stark zu. Der hierdurch entstandene hohe Bedarf an zusätzlichen Lehrkräften konnte nur durch Versetzungen von anderen Schulen gedeckt werden, da die Gewerbelehrerausbildung gerade erst wieder begonnen hatte.

### Berufsschule für Mechanik, Elektrotechnik und Installation (GB3)
1952 wurde die Berufsschule für das Metallgewerbe in zwei neue Berufsschulen geteilt: Die Berufsschule für Maschinen- und Stahlbau wurde im Volksschulgebäude Westerwaldstraße untergebracht. Als zweite Nachfolgerschule der Berufsschule für das Metallgewerbe entstand die Berufsschule für Mechanik, Elektrotechnik und Installation.
Dieser 1952 neu gegebene Name Berufsschule für Mechanik, Elektrotechnik und Installation weist bereits aus, dass sich die Schule in drei große Abteilungen gliederte:
- Eine Abteilung für Mechanik mit den Ausbildungsberufen Feinmechaniker, Büromaschinenmechaniker, Kraftfahrzeugmechaniker und Kraftfahrzeugschlosser

- Eine Abteilung für Elektrotechnik mit den Ausbildungsberufen Elektroinstallateure, Elektromaschinenbauer, Starkstromelektriker, Fernmeldeelektriker und Kraftfahrzeugelektriker

- Eine Abteilung für Installation mit den Ausbildungsberufen Gas- und Wasserinstallateure und Heizungsbauer

Die Fachklassen für Tankwarte und Vulkaniseure waren keiner der drei Abteilungen sinnvoll zuzuordnen.
Auch die bereits 1950 eingerichtete Berufsaufbauschule kam bei der Schulteilung zur Berufsschule für Mechanik, Elektrotechnik und Installation.
Im Spätherbst 1953 wurde endlich das neue, moderne Schulgebäude in der Eitorfer Straße in Köln-Deutz bezugsfertig. Dieses Gebäude teilten sich dann als Hauptsitz die Berufsschule für Maschinen- und Stahlbau und die Berufsschule für Mechanik, Elektrotechnik und Installation, zusätzlich zu weiteren Außenstellen.
In der Eitorfer Straße erhielt die Schule zwei Klassenräume im Erdgeschoss, sechs Klassenräume auf der dritten Etage, zwei Verwaltungsräume und ein schmales Lehrerzimmer. Als Außenstelle wurden Klassenräume in der Westerwaldstraße und im Gebäude der Frankstraße genutzt.
Bedingt durch die ständig steigenden Lehrlingszahlen wurde im Hauptgebäude teilweise in drei Schichten unterrichtet:
1.    Schicht    07:30–10:45 Uhr
2.    Schicht    10:45–13:15 Uhr
3.    Schicht    14:00–18:00 Uhr
1957 begannen dann die Bauarbeiten für den dritten Bauabschnitt in Köln-Deutz mit dem Ziel, der Berufsschule für Mechanik und Elektrotechnik endlich ein eigenes Schulgebäude zu erstellen. In den Osterferien 1960 zog die Schule in dieses Gebäude ein. Das neue Schulgebäude wurde mit dem im ersten Bauabschnitt fertiggestellten Gebäude, welches ab jetzt der Berufsschule für Maschinen- und Stahlbau allein zur Verfügung stand, durch einen gemeinsamen Verwaltungstrakt mit den Geschäftszimmern, den Dienstzimmern für die Schulleiter und ihre Stellvertreter und den Hausmeisterlogen verbunden.

### Berufsschule für Mechanik und Elektrotechnik (GB3a)
Bei der erneuten Schulteilung 1963 erhielten die Schulen die Bezeichnung Berufsschule für Mechanik und Elektrotechnik und Berufsschule für Kraftfahrzeugtechnik.
Nun wurden der Berufsschule für Mechanik und Elektrotechnik die Berufsschulklassen für die Lehrberufe Büromaschinenmechaniker, Elektroinstallateure, Elektromaschinenbauer, Elektromaschinenwickler, Elektromechaniker, Fernmeldehandwerker, Fernmeldemechaniker, Feinmechaniker, Mechaniker, Radio- und Fernsehmechaniker und Starkstromelektriker sowie die Berufsaufbauschule zugeordnet.
Ende der 1960er-Jahre wurden an den Berufsschulen die Bezeichnungen der Unterrichtsfächer „modernisiert“. Mit diesen Änderungen sollte auch ausgedrückt werden, dass die Struktur der Unterrichtsinhalte und ihre Vermittlungsmethoden in den zurückliegenden Jahren eine stärkere Wissenschaftsorientierung bei gleichzeitigem Zurückdrängen von „Regelkunde“ erfahren hatten:
Fachkunde       >    Technologie
Fachrechnen     >    Mathematik
Fachzeichnen    >    Technisches Zeichnen
Bürgerkunde     >    Politik
Schriftverkehr  >    Wirtschaftslehre
Am 1. August 1968 erfolgte die Umstellung des Schuljahrbeginns vom 1. April auf den 1. August. Mit dieser Umstellung waren drei Kurzschuljahre verbunden.

### Berufsschule für Mechanik und Fernmeldetechnik (BBS13)
Zum Ende des Schuljahres 1968/69 wurde die Berufsschule für Mechanik und Elektrotechnik aufgrund eines Ratsbeschlusses von 1967 noch einmal geteilt. Die Schulen erhielten die Bezeichnungen Berufsschule für Elektrotechnik und Elektronik (das heutige Werner-von-Siemens-Berufskolleg) und Berufsschule für Mechanik und Fernmeldetechnik (das heutige Georg-Simon-Ohm-Berufskolleg).
Die Schulleitung der Berufsschule für Mechanik und Fernmeldetechnik verblieb bei dem bisherigen Schulleiter Peter Lersch, der 1981 pensioniert wurde. Der im Jahre 1970 zu seinem Stellvertreter ernannte Heinz Sterz trat dann 1982 als Oberstudiendirektor seine Nachfolge als Schulleiter an.

### Namensgebung Georg-Simon-Ohm-Schule
Am 17. Dezember 1982 wechselte die Schule als erstes Berufskolleg in Köln in einer großen Namensgebungsfeier mit einem Festvortrag von Friedrich Kurylo ihren Namen. Aus BBS13 wurde die Georg-Simon-Ohm-Schule. In einer Feierstunde anlässlich des 200. Geburtstages von Georg Simon Ohm am 16. März 1989 hielt der Nobelpreisträger für Physik, Klaus von Klitzing den Festvortrag mit dem Thema: „Vom Quecksilbernormal zum Quantenmaß“.

### Umbenennung in Georg-Simon-Ohm-Berufskolleg
In Nordrhein-Westfalen wurden die berufsbildenden Schulen Ende der 1990er-Jahre in Berufskollegs umbenannt.
In dieser Zeit durchlebte die Schule eine deutliche Veränderung der Schülerzahl durch den Wegfall im Bereich Fernmeldetechnik bis auf unter 800 Schüler im Jahre 1997. Durch die Neuentwicklungen von Berufen wie
der IT-Berufe,
des Veranstaltungstechnikers und
des Mediengestalters, an der die Schule zusammen mit der IHK Köln und dem WDR federführend teilnahm,
stieg die Schülerzahl innerhalb weniger Jahre wieder auf über 2400.
Heute gibt es in Köln 17 öffentliche und 7 private Berufskollegs mit insgesamt 45583 Schülern bei einem Ausländeranteil von 13,4 % (Stand 10.2010).

### Schulneubau
Seit den 1950er-Jahren im rechtsrheinischen Köln-Deutz ansässig, erfolgte im Jahr 2000 der Umzug in einen Schulneubau im benachbarten Stadtteil Köln-Humboldt/Gremberg.
Der Umzug nach Köln-Gremberg wurde durch die ansteigenden Schülerzahlen vor allem im IT-Bereich und auch im Medienbereich notwendig. Dies war auch ein Ergebnis des von der Stadt Köln beauftragten Instituts für Schulentwicklungsforschung hinsichtlich der neuen Medienberufe. Nach diesen Plänen wird die Georg-Simon-Ohm-Schule zur Medienberufsschule, an der die medienbezogenen Berufe unterrichtet werden sollen.
Die Entwicklung bis dahin:
- 1992 Architektenwettbewerb, den der Architekt Michael Bohm mit seinem als Campus angelegten Neubau gewinnt.
- Mai 1996 Beschluss des Stadtrats, den preisgekrönten Entwurf von Michael Bohm in Humboldt/Gremberg zu bauen. Die Baufirma Strabag gewinnt die Ausschreibung, die Überwachung liegt beim Bauamt der Stadt Köln
- 28. November 1997 Grundsteinlegung
- 27. August 1999 Einweihung
- August 2000 Unterrichtsbeginn im Neubau

Das Gebäude wurde noch während der schon abgeschlossenen Vorplanung angepasst durch die neu gestalteten Berufe der Medientechniker und Veranstaltungstechniker. So konnten durch Landesmittel zwei Fernsehstudios mit Regieplatz, ein Tonstudio und digitale Schnittplätze sowie eine zu einem Studio umrüstbare Aula eingeplant werden.
Das Schulnetz umfasst annähernd 450 Rechner für computerbezogenen Unterricht. Sämtliche Serverdienste werden von Beginn an mit eigenen Servern in Eigenverantwortung eingerichtet und gepflegt.
2013 erhielt der Ausbildungsbereich Medientechnik eine neue HD-fähige Ausstattung und verfügt damit wieder über eine vorzeigbare digitale HD-Regie, die dem Stand der Technik entspricht.

## Bildungsangebote
Neben den Berufen der Medien- und Informationstechnik (Mediengestalter Bild und Ton, Fachkraft für Veranstaltungstechnik, Fachinformatiker, IT-Systemelektroniker) sind in dem Berufskolleg auch die entsprechenden Vollzeitbildungsgänge vertreten: Berufsfachschule, Fachoberschule, Fachschule und als vollzeitschulischer Ausbildungsgang der Informationstechnische Assistent, mit dem nicht nur eine Berufsausbildung nach Landesrecht angeboten wird, sondern gleichzeitig auch die Fachhochschulreife oder die Allgemeine Hochschulreife erlangt werden kann.
Als Besonderheit dieser Bereiche sei die Fachschule für Technische Informatik erwähnt. Als einzige Schule Deutschlands bietet die Georg-Simon-Ohm-Schule in diesem Schwerpunkt neben der Abendform auch eine Tagesform an.
Als Teilnehmer am Modellprojekt Selbstständige Schule bildete die Schule in Partnerschaft mit China chinesische Schülerinnen und Schüler im vollzeitschulischen Bildungsgang zum Informationstechnischen Assistenten/Assistentin aus. Nach einem einjährigen Sprachkurs und intensiver Betreuung auch durch Schülermentoren konnten die ersten Absolventen wieder nach China zurückkehren. Dort findet die deutsche Berufsausbildung eine breite Anerkennung.
Die angehenden Mediengestalter Bild und Ton produzieren im Rahmen der Ausbildung auch Filme und Fernsehsendungen, die auf dem landesweiten TV-Lernsender nrwision zu sehen sind. Ihre beruflichen Fähigkeiten werden sehr oft auch außerschulisch mit Erfolgen belohnt (Erste Preise beim Baden-Baden Award, beim Bundeswettbewerb Fremdsprachen u. a.).
Viele Berufsschüler erwerben neben dem Unterricht noch das KMK-Fremdsprachenzertifikat Englisch oder auch den Europass Mobilität.

## Außerunterrichtliches

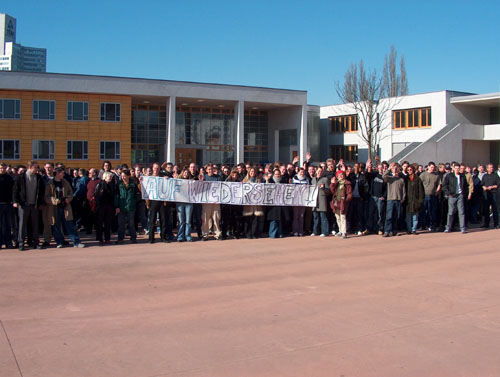
Abschied des Schulleiters

### Europa-Aktivitäten
In Projekten wurden Verbindungen zu mehreren europäischen Bildungseinrichtungen aufgebaut. So gibt es eine Patenschaft mit einer Schule in Warschau seit 1990.
Seit dem Schuljahr 2003/2004 besteht im Rahmen eines EU-Projektes nach dem Programm Leonardo-da-Vinci eine Partnerschaft mit der Berufsschule I.E.S. Campanillas in Málaga. Jährlich gehen zwölf IT-Auszubildende für einen Monat nach Spanien und arbeiten dort in spanischen IT-Unternehmen – vermittelt von der I.E.S. Campanillas. Im Gegenzug kommen spanische IT-Schüler nach Deutschland, absolvieren ein Praktikum in deutschen Ausbildungsbetrieben und besuchen die Berufsschule. Der Aufenthalt und die in spanischen Unternehmen gewonnenen Qualifikationen werden mit dem Europass Mobilität zertifiziert.
Seit 2008 gibt es eine Partnerschaft mit der französischen Schule Le Lycée Professionnel Régional AMPERE aus Marseille. Sie ermöglicht Schülern, Praktika im jeweils anderen Land zu absolvieren. Der Austausch wird vom Leonardo-Projekt der EU unterstützt.
Durch eine Vielzahl von europäischen Aktivitäten ist die Schule mittlerweile auf dem Weg zu einer Europaschule.

### Gesunde und saubere Schule
Die langjährigen Aktivitäten auf diesem Gebiet wurden 2009 mit einem Schulentwicklungspreis belohnt.
Es geht um Gesundheits- und Kompetenzförderung und um die Beeinflussung gesundheitsrelevanter Rahmenbedingungen auf der Schulebene. Ergebnisse wurden sichtbar z. B. durch Gesundes Frühstück, Anschaffung einer Klimakiste, Gesundheitsförderung während des Unterrichts, Bereitstellung einer ständig gefüllten Apfelkiste in der Pausenhalle und das Aufstellen von Wasserspendern.
Mit Schülern und Lehrern werden Erste-Hilfe-Kurse durchgeführt, ein Defibrillator angeschafft und ein Schulsanitätsdienst eingeführt.

### Schule und Kunst
Die Schule ist auch im künstlerischen Bereich aktiv. Auf dem Schulgelände wurde ein Blockhaus aus Udmurtien aufgebaut, das als Ausstellungsobjekt und auch als Ausstellungsstätte für gemeinsame deutsch-russische Projekte gilt.

### Arbeitsgemeinschaften
Es bestehen mehrere Schüler-Arbeitsgemeinschaften. Die Eine-Welt-AG als die älteste entstand bereits 1981. Neben den technischen Arbeitsgruppen im Computerbereich wird auch eine Amateurfunkstation betrieben (Rufzeichen DL0GSO). Außerhalb des Unterrichts gibt es sportliche Aktivitäten und Theaterspiele.

Podiumsdiskussion im Studio der Schule

### Projektwochen
Projektwochen, Open-Space-Tage, Infotage und Veranstaltungen vor Wahlen organisieren aktive Schüler zusammen mit engagierten Lehrern.

### Auszeichnungen
Im September 2022 wurde die Schule als Schule ohne Rassismus – Schule mit Courage ausgezeichnet, womit sie die Selbstverpflichtung gegen Rassismus und Diskriminierung an der Schule vorzugehen eingeht.

## Bekannte Ehemalige und Absolventen
- Jean Pütz (* 1936), eh. Lehrer, Wissenschaftsjournalist und Fernsehmoderator
- Harry Voigtsberger (* 1950), eh. Schulleiter, eh. Landesminister NRW
- Andreas Henseler, eh. Lehrer, eh. Schuldezernent der Stadt Köln
- Holger Nikelis (* 1978), eh. Schüler, Sportler und Paralympics-Goldmedaillengewinner
- Vanessa Low (* 1990), eh. Schülerin, Sportlerin und Paralympicsteilnehmerin
- Niko Opper (* 1992), eh. Schüler, Fußballspieler und U17-Europameister
- Tomatolix (* 1993), eh. Schüler, deutscher Webvideoproduzent